# Ajaki Tűzoltó Egyesület

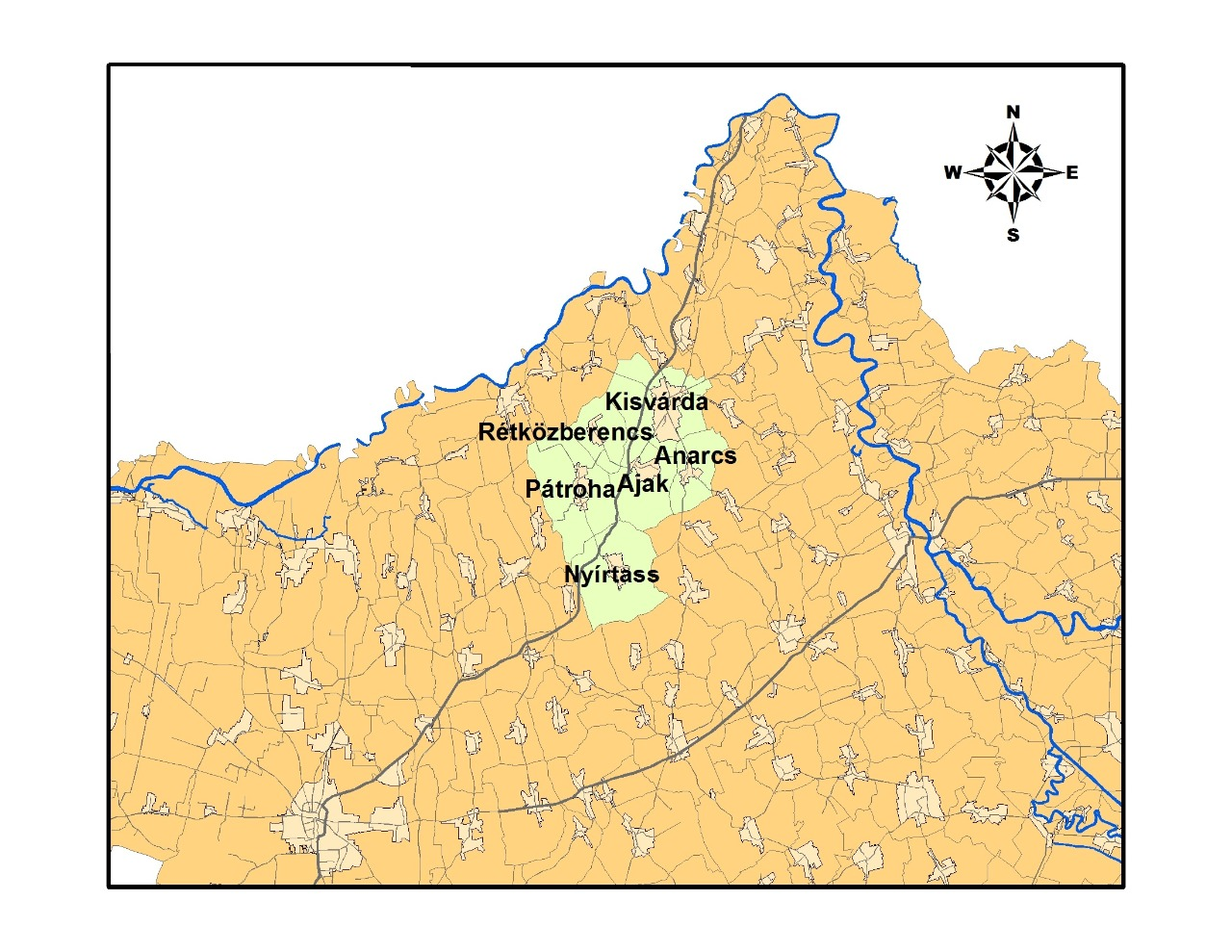
Ajak TE vállalási területe

Az Ajaki Tűzoltó Egyesület 1923-ban alakult, azóta is folyamatosan működik. Az egyesület tagjai a szakmai feladatokon túl, aktívan részt vesznek a település életében, mindennapjaiban. Az egyesület tulajdonában és üzemeltetésében lévő eszközökkel segítséget nyújt a lakosság részére, nem csak a tűzoltási és a műszaki mentési feladatok során. Jelenleg az Ajaki Tűzoltó Egyesületnek 41 teljes jogú tagja van, míg az egyesület vezetését 5 fős elnökség (vezetőség), illetve 3 fős felügyelő bizottság végzi.

## Kezdetek
Jónás Sándor Ajak község falusi kovácsmesterét 1923-ban a Járási Tűzrendészeti Felügyelőség megbízásából megkereste Mácza Endre kisvárdai lakos, akkori tűzrendészeti felügyelő, hogy alapítsa meg az Önkéntes Tűzoltó Testületet. Az akkori település előjárói nem támogatták az ötletet. A Magyar Királyi Belügyminisztérium, miniszteri tanácsosa, 16073/926 szám alatt, 1926. június 30.-án felhatalmazza az egyesített Szabolcs-Ung vármegye alispánját, a láttamozott alapszabály és jegyzőkönyvek elfogadására, és hivatalos okiratok levéltárba helyezésére. 1928 márciusában kapott az egyesület egy Mátrai és Társa gyártmányú kocsifecskendőt, amivel a működésük kissé könnyebbé vált. Egy 800 literes szesztartály képezte a lajtot, amivel olykor versenyekre is eljártak. Kezdetben Kisvárdáról jártak ki oktatni a tűzoltókat, majd a legelsőnek oktatottak kezdték el a fiatalabbakat oktatni.

## A "felszabadulás" korszaka
A "felszabadulásig" elég nehezen ment az egyesület előre, de ezután már könnyebb dolga volt. Az akkori vezetés létrehozta a községfejlesztési hozzájárulást, így lehetőség nyílt arra, hogy a Községi Tanács VB segítse a testületet. Ruhát kapott minden tűzoltó, a felszerelések szépen rendbe lettek szedve, karba lettek tartva, és egyre több rendezvényen részt vettek. A "felszabadulás" előtti időkben 7 öltöny ruhával rendelkezett az egyesület, utána pedig további 17 ruhát kaptak. A ruhák között volt olyan amit a Járási Tűzrendészeti Felügyelőség adott, és volt olyan amit a Községi Tanács a Községfejlesztésből vett. Ekkor már 35 fős létszámmal működött az egyesület. Ekkoriban hangosbemondón keresztül tájékoztatta a lakosságot a tűzmegelőzési feladatokról, és propaganda szöveg is sokszor elhangzott.

## A lendületes 60-as évek
A 60-as években az akkori parancsnok Gubik József, elindította az iskolásokból szerveződött úttörő tűzoltókat, akiknek az oktatását ő maga illetve szaktanárok végezték. Ekkor már működött tűzrendész bizottság, és úgynevezett utcafelelősöket neveztek ki. Tavasszal és ősszel különösen az állami épületeket felülvizsgálták, és cséplési időszakban ellenőrzéseket tartottak. A 80-as évek elején 31 fővel rendelkezett a testület, a működéshez a tárgyi felszerelések is biztosítottak voltak. Ekkor a testület együtt működött a Rétközberencsiekkel. Mindkét településen voltak saját eszközök, de ha segítségre volt szükség egymást mindig megtalálták. A felszerelés Ajakon akkoriban egy 800 l/perces kismotorfecskendő, 1 kocsifecskendő, és 1 vizes lajt volt. A felszerelések és a szertár állapota megfelelő volt, és karba volt tartva. Ekkor az egyesületet az ajaki és a pátrohai termelőszövetkezet is támogatta.

## Hanyatlás időszaka
A 80-as évek végén kezdett az egyesület szervezettsége széthullani, a tanfolyamokat, továbbképzéseket egyre ritkábban, a közgyűléseket, vezetőségi üléseket egyre hiányosabban tartották meg. Az akkori politikai helyzet is egyre kilátástalanabb lett. A parancsnok ekkor Dobrai Balázs volt. 90-es évek elején az összehívott közgyűlések a tagok távolmaradása miatt elmaradt. Ekkor már az egyesület tagjai zömében az akkori GAMESZ dolgozóiból tevődött ki. Éves munkatervvel nem rendelkeztek, propaganda feladatokat nem végeztek. A Termelőszövetkezet területére Tűzoltási Tervet készítettek. Az egyesületről utolsó feljegyzésben az állt, hogy 96-évben a tagjainak létszáma 9 fő volt, és zömében a polgármesteri hivatal közhasznú munkásaiból állt.

## Az újjászervezés (a jelen)
Az Ajaki Tűzoltó Egyesület újjászervezése 2008-ban történt meg. Akkor 24 fő, önszántából döntött a település tűzoltó hagyományainak újjáélesztéséről, a helyi tűzvédelmi feladatok ellátásának elvégzéséről. Az újjászervezett egyesület bejegyzését a Nyíregyházi Törvényszék 2009-ben végezte el, így ettől az időponttól hivatalosan is működött az egyesület. Még ebben az évben együttműködési megállapodást kötött a szervezet a hivatásos tűzoltósággal, az önkormányzattal, a Gyergyószárhegyi Önkéntes Tűzoltóalakulattal, a Torockói Önkéntes Tűzoltósággal, a Farkaslaki Önkéntes Tűzoltósággal, a Gyimesközéploki Önkéntes Tűzoltósággal és a Nagydobronyi Önkéntes Tűzoltósággal. A 2009-ben létrejött megállapodás részeként, testvéregyesületi viszonyt alakított ki az egyesület vezetése a Gyergyószárhegyi Önkéntes Tűzoltóalakulattal és a Nagybajomi Tűzoltó Egyesülettel. A szárhegyi, nagybajomi és ajaki önkéntes tűzoltók számára 2010 óta minden évben tábort szerveznek, ahol a szervezést a rotáció elvét követve végzik (Szárhegy, Ajak, Nagybajom sorrendben).  Az egyesület tagjai rendszeresen részt vesznek szakmai képzéseken, és a tűzoltási és műszaki mentési tevékenység végzésében. Az Ajaki Tűzoltó Egyesület 2012-ben a Kisvárdai Hivatásos Tűzoltó-parancsnoksággal először megkötött (és azóta minden évben újrakötött) együttműködési megállapodás alapján, Ajak, Anarcs, Nyírtass, Pátroha és Rétközberencs települések tűzoltási és műszaki mentési feladataiban működik közre, de szükség esetén ezeken a településeken túl is vállal közreműködést. Az egyesület tagjai ezt bizonyítva részt vettek több alkalommal a Borsodi árvíznél, és a megyénkben bekövetkezett viharkárok felszámolásában is. A település közösségi életében is aktívan részt vesznek az egyesület tagjai, és kiváló kapcsolatot ápolnak a helyi önkormányzattal és a civil szervezetekkel, intézményekkel. A kisvárdai tűzoltóság által szervezett képzéseken, gyakorlatokon is aktív résztvevő az Ajaki Tűzoltó Egyesület. A beavatkozásokhoz szükséges védő- és szakfelszerelésekkel rendelkezik az egyesület, illetve a tűzoltási és műszaki feladatok ellátásához rendelkezik egy IFA W50 típusú tűzoltó gépjármű-fecskendővel, egy Opel Vivaro csapatszállító kisbusszal és egy VW Bora típusú tűzoltás-vezető gépjárművel is. Az egyesületnek jelenleg 41 tagja, 48 pártoló tagja és 10 tiszteletbeli tagja van.
Az Ajaki Tűzoltó Egyesület tagja a Szabolcs-Szatmár-Bereg Megyei Tűzoltószövetségnek.

## Az Ajaki Tűzoltó Egyesület parancsnokai
| Parancsnok neve | Tisztség betöltésének ideje |
| --------------- | --------------------------- |
| Jónás Sándor    | 1923-1926                   |
| Horváth Kálmán  | 1926-1946                   |
| Gubik József    | 1946-1984                   |
| Rubóczki László | 1984-1988                   |
| Dobrai Balázs   | 1988-1996                   |
| Rubóczki Zoltán | 2008-tól                    |

## Az Ajaki Tűzoltó Egyesület vezetése
| Tisztség             | Tisztséget betöltő személy | Tisztségviselés kezdete |
| -------------------- | -------------------------- | ----------------------- |
| Parancsnok           | Rubóczki Zoltán            | 2008                    |
| Parancsnok-helyettes | Szegedi János              | 2015                    |
| Elnök                | Rozinka Mihály             | 2015                    |
| Titkár               | Takács István              | 2015                    |
| Elnökségi-tag        | Markos László              | 2008                    |